# Agustí Torrella i Trullols
Agustí Torrella i Trullols (Ciutat de Mallorca, 1685-1748). Militar, austriacista, polític i cronista mallorquí.

## Biografia
Era fill de Joan Torrella i Ballester. El 1700 començà a estudiar retòrica al col·legi de Montision. Va ser capità de l'exèrcit mallorquí i dirigí la companyia de la barreteria i la dels dos-cents. El 1715 era capità del regiment de la sala i el juny de 1715 va ser comissionat per negociar la capitulació de la ciutat i el regne de Mallorca amb el borbònic cavaller d'Aspheld. Va ser regidor perpetu de Palma.

## L'Olla Podrida o les Notes Manuscrites d'Agustí de Torrella
Va continuar la tasca de cronista que havia iniciat el seu pare, des del 1713 a 1740, tractant temes de caràcter militar, familiar o referents a la noblesa. Tracta en especial la submissió del Regne de Mallorca de banda de les tropes borbòniques. Les seves anotacions estan escrites en castellà i en català. Va ser Agustí de Torrella qui va arreplegar les notes manuscrites del seu pare, les enumerà, hi afegí les seves i constituí un llibre enquadernat que va titular "Notes manuscrites d'Agustí de Torrella", encara que ha estat més conegut per "Olla podrida".

## L'edició de l'obra
A començament dels anys quaranta Joaquim Gual de Torrella i Trullols va transcriure el manuscrit. L'any 2003, Maria Gual de Torrella Massanet, filla de l'anterior, va informatitzar els materials del seu pare.